# Acordo de Belfast

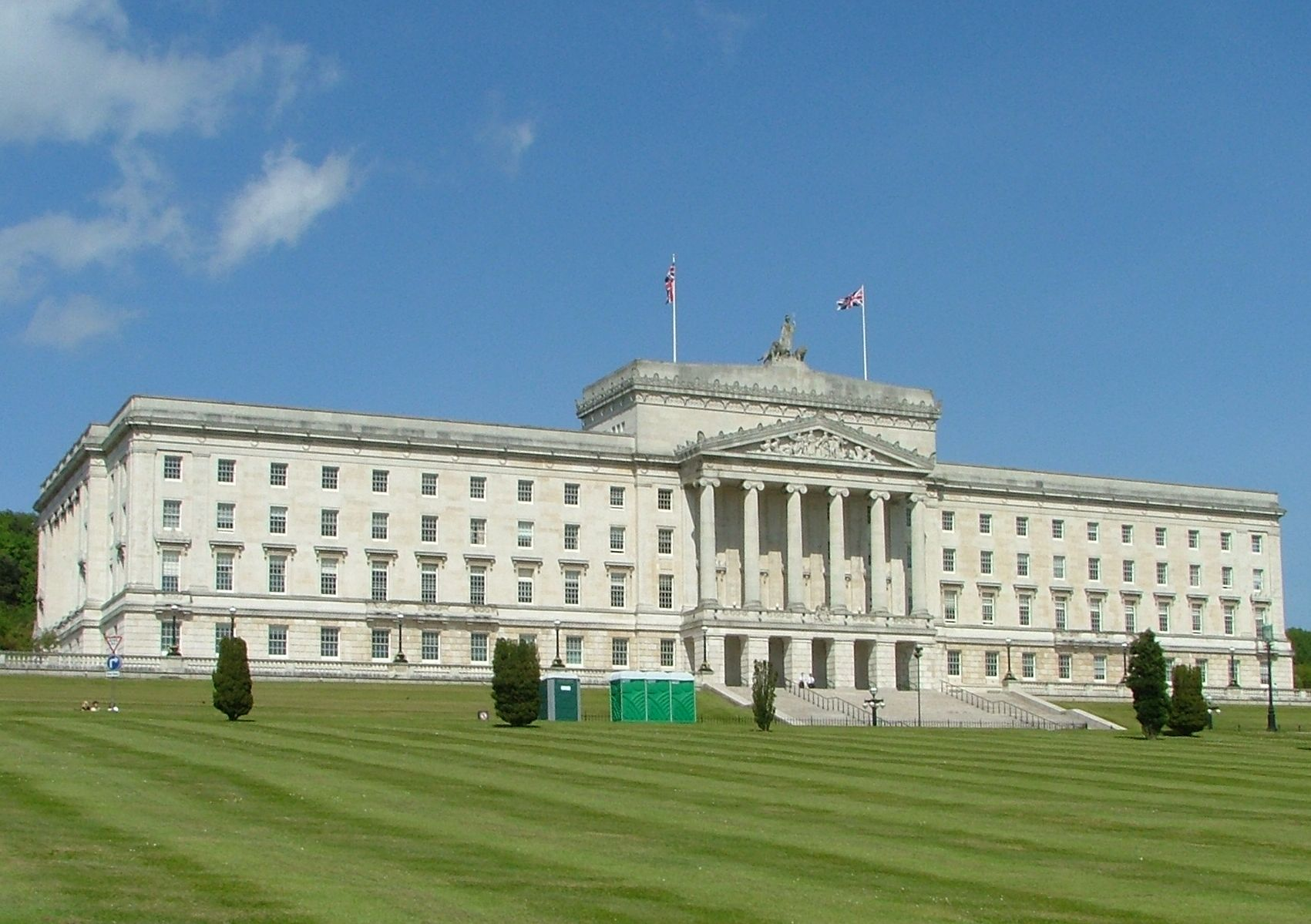
Parlamento da Irlanda do Norte (Stormont Parliamentary Building), onde foi assinado o Acordo.

O Acordo de Belfast (também conhecido por Acordo da Sexta-feira Santa) foi assinado em Belfast em 10 de abril de 1998 pelos governos britânico e irlandês e apoiado pela maioria dos partidos políticos norte-irlandeses. O acordo tinha por finalidade acabar com os conflitos entre nacionalistas e unionistas sobre a questão da união da Irlanda do Norte com a República da Irlanda, ou sua continuação como parte do Reino Unido.
O acordo foi aprovado pela maioria dos votantes tanto na Irlanda do Norte como na República da Irlanda, chamados a pronunciar-se em referendos separados, em maio de 1998.

## História e processo
O acordo surgiu depois de muitos anos de negociações, propostas e compromissos complexos. Muitas pessoas deram contribuições importantes. Tony Blair e Bertie Ahern eram líderes do Reino Unido e da República da Irlanda na época. As negociações foram presididas pelo enviado especial dos EUA, George Mitchell.

## Estrutura do acordo
O acordo é composto por dois documentos inter-relacionados, ambos acordados em Belfast na Sexta-feira Santa, 10 de abril de 1998:
1. um acordo multipartidário com a maioria dos partidos políticos da Irlanda do Norte (o acordo multipartidário);
2. um acordo internacional entre os governos britânico e irlandês (o acordo britânico-irlandês).

O acordo estabeleceu uma série complexa de disposições relativas a uma série de áreas, incluindo:
- O status e o sistema de governo da Irlanda do Norte no Reino Unido. (Linha 1);
- A relação entre a Irlanda do Norte e a República da Irlanda. (Linha 2);
- A relação entre a República da Irlanda e o Reino Unido. (Linha 3).

## Pontos principais

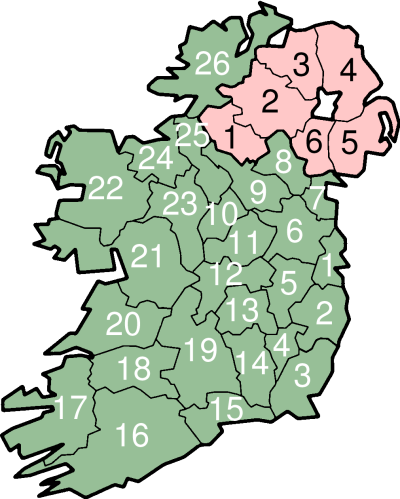
A Irlanda do Norte (em rosa respectivamente) à República da Irlanda (em verde).

- O princípio que o futuro constitucional da Irlanda do Norte deverá ser decidido pelo voto dos seus cidadãos;[1][3][5]
- O comprometimento de todas as partes, em usarem exclusivamente meios pacíficos e democráticos;[1]
- O estabelecimento de uma Assembleia da Irlanda do Norte de 108 cadeiras com poderes legislativos;[1][2]
- A criação de um 'poder-partilhado' para a atribuição de ministros aos principais partidos, segundo o método de Hondt;[1][2][5]
- Estabelecimento de um Conselho britânico-irlandês, composto por representantes dos governos da República da Irlanda, da Irlanda do Norte, Inglaterra, Escócia, País de Gales, Ilhas do Canal e Ilha de Man, para a discussão dos assuntos de interesse comum;[1][5]
- A libertação, no espaço de dois anos, de prisioneiros paramilitares pertencentes a organizações que acatem o cessar-fogo;[1]
- A deposição das armas no espaço de dois anos;[1]
- A modificação dos artigos 2 e 3 da constituição da Irlanda, referentes à reivindicação do território da Irlanda do Norte pela República da Irlanda;[1]
- Nova legislação sobre policiamento, direitos humanos e igualdade para a Irlanda do Norte.[1][5]

## Status da Irlanda do Norte
O acordo reconheceu:
- que a maioria do povo da Irlanda do Norte desejava permanecer parte do Reino Unido;
- que uma parte substancial do povo da Irlanda do Norte, e a maioria do povo da ilha da Irlanda, desejavam criar uma Irlanda unida.

Ambos os pontos de vista foram reconhecidos como legítimos. Pela primeira vez, o governo irlandês aceitou em um acordo internacional vinculativo que a Irlanda do Norte fazia parte do Reino Unido. A Constituição irlandesa também foi emendada para reconhecer implicitamente a Irlanda do Norte como parte do território soberano do Reino Unido, condicionada ao consentimento para uma Irlanda unida da maioria das pessoas em ambas as jurisdições na ilha. Por outro lado, a linguagem do acordo reflete uma mudança na ênfase estatutária do Reino Unido de um para a união para um para a Irlanda unida. O acordo, portanto, deixou em aberto a questão da futura soberania sobre a Irlanda do Norte.
O acordo alcançado era que a Irlanda do Norte fazia parte do Reino Unido, e assim permaneceria até que a maioria da população tanto da Irlanda do Norte como da República da Irlanda desejasse o contrário. Se isso acontecer, os governos britânico e irlandês têm "uma obrigação vinculativa" de implementar essa escolha.
Independentemente do status constitucional da Irlanda do Norte dentro do Reino Unido, ou parte de uma Irlanda unida, o direito de "o povo da Irlanda do Norte" de "se identificar e ser aceito como irlandês ou britânico, ou ambos" (bem como seu direito de possuir cidadania britânica ou irlandesa ou ambas) foi reconhecida. Pelas palavras "povo da Irlanda do Norte", o Acordo significa "todas as pessoas nascidas na Irlanda do Norte e que tenham, no momento de seu nascimento, pelo menos um dos pais que seja cidadão britânico, irlandês ou tenha o direito de residir no Norte Irlanda, sem qualquer restrição ao período de residência".
Os dois governos também concordaram, independentemente da posição da Irlanda do Norte:
o poder do governo soberano com jurisdição deve ser exercido com rigorosa imparcialidade em nome de todas as pessoas na diversidade de suas identidades e tradições e deve ser fundamentado nos princípios de pleno respeito e igualdade civil, política, econômica , direitos sociais e culturais, de não discriminação para todos os cidadãos, e de paridade de estima e de tratamento justo e igual para a identidade, ethos e aspirações de ambas as comunidades.
Como parte do acordo, o parlamento britânico revogou o Ato do Governo da Irlanda de 1920 (que estabeleceu a Irlanda do Norte, dividiu a Irlanda e reivindicou uma reivindicação territorial sobre toda a Irlanda) e o povo da República da Irlanda alterou os Artigos 2 e 3 do Constituição da Irlanda, que afirmava uma reivindicação territorial sobre a Irlanda do Norte.